# Dubicze Cerkiewne
Dubicze Cerkiewne (in bielorusso Дубічы Царкоўныя, trasl. Dubiczy Carkounyja) è un comune rurale polacco del distretto di Hajnówka, nel voivodato della Podlachia.
Ricopre una superficie di 151,19 km² e nel 2004 contava 1 953 abitanti.
Il bielorusso è riconosciuto e tutelato nel comune come lingua della minoranza.